# Reprezentacja Słowacji w hokeju na lodzie kobiet
Reprezentacja Słowacji w hokeju na lodzie kobiet – narodowa żeńska reprezentacja tego kraju. Należy do ścisłej elity.

## Starty w mistrzostwach świata
- 1999 – 14. miejsce
- 2003 – 17. miejsce
- 2004 – 18. miejsce
- 2005 – 17. miejsce
- 2007 – 16. miejsce
- 2008 – 11. miejsce
- 2009 – 10. miejsce
- 2011 - 7. miejsce

## Starty w igrzyskach olimpijskich
- 2010 – 8. miejsce